# 2024 у Черкаській області
Стаття про головні події Черкаської області у 2024 році.

## Ювілеї

### Річниці заснування, утворення
- 180 років Уманському національному університету садівництва.
- 110 років підприємству Черкасиводоканал.
- 90 років від часу створення Уманської картинної галереї.
- 70 років від часу заснування Черкаського обласного онкологічного диспенсера.
- 50 років Корсунь-Шевченківському історичному музею.
- 50 років Уманському тепличному комбінату.
- 7 січня — 70 років від дня заснування Черкаської області. З цієї нагоди в області відбулось ряд заходів[1].
- 7 лютого — 70 років від виходу першого номеру газети «Черкаський край»[2].

## Події
- 5 лютого — Президент України Володимир Зеленський у межах робочої поїздки до Черкаської області взяв участь у засіданні Конгресу місцевих та регіональних влад[3].
- 29 серпня — черкаському спортсмену, срібному призеру Олімпійських ігор-2024 Сергію Кулішу та його тренеру Віктору Нагнію надали звання «Почесний громадянин міста Черкаси»[4].
- 4 жовтня — на святкування єврейського нового року Рош га-Шана в Умань прибуло близько 34 тис. хасидів з різних країн світу[5].

### Російське вторгнення в Україну
- 23 серпня — під час російської атаки у м. Черкаси внаслідок падіння ракети виникла пожежа, пошкоджені приватні підприємства, магазин та авто; постраждалих немає[6].
- 26 серпня — внаслідок атаки російських БпЛА Shahed, на території с. Шрамківка Золотоніського району впав ударний безпілотник, який пошкодив близько 17 домогосподарств[7].
- 29 серпня — внаслідок атаки російських БпЛА у м. Черкаси на території приватного підприємства виникла пожежа, люди не постраждали[8].
- 10 вересня — внаслідок атаки російських БпЛА зафіксували декілька влучань, а також руйнування через падіння уламків. У Черкасах двоє людей отримали поранення, пошкоджено декілька будинків та об'єктів приватного бізнесу[9].
- 19 жовтня — внаслідок комбінованого російського удару БпЛА та ракетами у м. Черкаси уламками БпЛА пошкоджено вікна житлового будинку та будівлі ДЮСШ; у Черкаському районі атаковано об'єкт критичної інфраструктури, один «шахед» поцілив у складське приміщення приватного підприємства; в Уманському районі від отриманих поранень загинула жінка[10].
- 23 жовтня — внаслідок атаки російських БпЛА пошкоджено будівлю черкаського автовокзалу, а також адмінбудівлю приватного підприємства та автівки[11].
- 1 листопада — внаслідок атаки російських БпЛА у м. Золотоноша пошкоджено щонайменше 10 багатоквартирних будинків та кілька приватних домоволодінь; постраждалих немає[12].
- Протягом 2024 року на території Черкаської області сигнал повітряної тривоги лунав 889 разів, його загальна тривалість становить 55 днів[13].

### Культурні події
- 22—23 червня — у Холодному Яру відбулися 29-ті вшанування героїв Холодного Яру[14].
- 17—18 серпня у с. Моринці на Звенигородщині пройшов 10-й Всеукраїнський фестиваль Тараса Шевченка Ше.Fest[15].

### Спортивні події
- 29 квітня — на Чемпіонаті Європи зі спортивної гімнастики 2024 черкащанин Ілля Ковтун виборов золоті нагороди на паралельних брусах, на поперечині та в командному багатоборстві[16].

- Футбольний клуб «ЛНЗ» у розіграшу Прем'єр-ліги сезону 2023—2024 зайняв 7-ме місце.

На Олімпійських іграх 2024:
- черкащанин Сергій Куліш здобув срібну нагороду у стрільбі з пневматичної гвинтівки з 50 метрів[17].
- черкащанин Ілля Ковтун здобув срібну нагороду з гімнастики у вправі на паралельних брусах[18].

На Паралімпійських іграх 2024:
- черкащанин Роман Данилюк виборов бронзову нагороду в штовханні ядра в класі F12[19];
- черкащанин Максим Коваль виборов бронзову нагороду в штовханні ядра в класі F20[20].
- смілянин Владислав Єпіфанов виборов золото у веслуванні на байдарках та каное у ва'а-одиночці у класі VL3[21].

27 жовтня — черкащанка Марина Мальована стала чемпіонкою світу з боксу за версією WIBF.

## Нагороджено, відзначено

### Державні нагороди
- 23 лютого — Долейку Олександру Сергійовичу, уродженцю Уманського району, підполковнику ЗСУ, присвоєно звання Герой України з врученням ордена «Золота Зірка».[23]
- 24 лютого — Коваленку Антону Ростиславовичу, уродженцю м. Чигирин, молодшому сержанту ЗСУ, присвоєно звання Герой України з удостоєнням ордена «Золота Зірка» (посмертно).[24]
- 4 липня — Андрущенку Владиславу Сергійовичу, мешканцю Жашківської громади, молодшому сержанту ЗСУ, присвоєно звання Герой України з врученням ордена «Золота Зірка»[25].
- 5 липня — Верету Віталія Івановича, капітана ЗСУ, мешканця с. Єрки, нагороджено орденом Богдана Хмельницького II ступеня (посмертно)[26].
- 23 серпня:
  - Набережному Назару Назаровичу, мешканцю м. Черкаси, капітану ЗСУ, присвоєно звання Герой України з удостоєнням ордена «Золота Зірка» (посмертно).[27]
  - Юрчику Сергію Вікторовичу, мешканцю Золотоніського району, молодшому лейтенанту ЗСУ, присвоєно звання Герой України з удостоєнням ордена «Золота Зірка» (посмертно).[28]
  - Черкаських спортсменів відзначено державними нагородами: срібний призер Олімпіади Сергій Куліш отримав орден «За заслуги» ІІ ступеня, його тренер Віктор Нагній — орден «За заслуги» IІІ ступеня; срібний призер Олімпійських ігор Ілля Ковтун отримав орден «За заслуги» ІІІ ступеня, його тренерці Ірині Горбачевій надали звання «Заслужений працівник фізичної культури і спорту України»[29][30].
- 18 вересня — черкаських спортсменів, учасників національної паралімпійської збірної команди України, відзначено державними нагородами: Романа Данилюка — орденом «За заслуги» І ступеня; Максима Коваля — орденом «За заслуги» ІІ ступеня, Владислава Єпіфанова — орденом «За заслуги» ІІІ ступеня; Дмитра Панчеліна, особистого тренера Максима Коваля — орденом «За заслуги» ІІ ступеня; Івану Кирдоді, тренеру Романа Данилюка, присвоєно почесне звання «Заслужений працівник фізичної культури і спорту України».[31]
- 30 вересня — Станкусу Артуру Альбертасовичу, мешканцю с. Дубіївка, солдату ЗСУ, присвоєно звання Герой України з удостоєнням ордена «Золота Зірка» (посмертно)[32].
- 5 грудня:
  - Миронюку Сергію Сергійовичу, мешканцю Лисянки, молодшому сержанту ЗСУ, присвоєно звання Герой України з удостоєнням ордена «Золота Зірка» (посмертно)[33];
  - Цебрію Олександру Володимировичу, мешканцю Умані, молодшому сержанту ЗСУ, присвоєно звання Герой України з удостоєнням ордена «Золота Зірка» (посмертно)[34].
- 6 грудня — Ананка Сергія Васильовича, Смілянського міського голову, нагороджено орденом «За заслуги» ІІІ ступеня[35].

### Конкурси, премії
- Лауреаткою Літературної премії імені Тодося Осьмачки стала Олена Герасименко за поетичну збірку «Соло для цвіркуна»[36].
- Лауреатами обласної Краєзнавчої премії імені Михайла Максимовича стали: за видання краєзнавчої літератури — Алла Перепелиця із книгою «Вершаці: історія і сьогодення» та Клавдія Бугаєнко за видання «Бібліотечна справа Черкащини: від першоджерел до сьогодення»; у номінації «За особливий внесок у розвиток музеїв» переможцем став літературний музей Григорія Сковороди (Коврайський НВК, керівник — Людмила Різник).[37]
- Лауреатами Всеукраїнської літературної премії імені Василя Симоненка стали: в номінації «За кращий художній твір» — Григорій Діхтяренко (м. Черкаси) за книгу «Кросна»; в номінації «За кращу першу поетичну збірку» — поет Павло Вишебаба (м. Краматорськ) за збірку «Тільки не пиши мені про війну»[38].
- Лауреатами Всеукраїнської літературно-мистецької премії імені Івана Дробного стали: у номінації «Проза» — письменниця Ольга Месевря (м. Черкаси) за книгу «Відповідальний за час»; у номінації «Поезія» — письменниця Валентина Коваленко (м. Черкаси) за поетичну збірку «Вишіптування мокшанської бешихи»; у номінації «Музичне мистецтво» — Руслан Назаришин (м. Чернівці) за музику до пісні на слова Івана Дробного «Випускний вечір» та цикл авторських пісень.[39]
- Лауреатами Всеукраїнської літературної премії імені Агатангела Кримського стали: в номінації «Художній переклад» — поетеса Наталія Горішна; в номінації «Наукові дослідження» — літературознавець Володимир Поліщук[40].

## Створено, засновано

### Об'єкти природно-заповідного фонду
Рішенням Черкаської обласної ради протягом року створено 8 об'єктів природно-заповідного фонду місцевого значення:
- ботанічні пам'ятки природи: Бродецький рябчик, Ковила волосиста, Круті ярки, Чарівні луки, Шафран сітчастий;
- ландшафтні заказники: Ковалівка, Урочище Лисичка;
- гідрологічний заказник Верхній Чумгак.

## Померли
- 31 січня — Дриженко Анатолій Миколайович, 82, уродженець с. Олянине; актор театру і кіно, телеведучий, Народний артист України[41].
- 18 березня — Ушанов Володимир Павлович, 74, черкаський журналіст та письменник; член НСЖУ[42].
- 21 квітня — Білецький Феофан Феофанович, 73, уродженець с. Буки, краєзнавець, письменник-публіцист, Заслужений журналіст України, почесний член Національної спілки краєзнавців України[43].
- 3 травня — Теліженко Микола Матвійович, 73, уродженець м. Звенигородка, український скульптор, графік, Народний художник України[44].
- 17 червня — Борщ Микола Іванович, 83, краєзнавець і письменник[45].
- 18 червня — Іваненко Володимир Григорович, 69, український спортсмен та політик, почесний громадянин міста Черкаси[46].
- 25 липня — Пухний Олексій Миколайович, 71, уродженець с. Березняки (Смілянський район), поет, літературний редактор, журналіст[47].
- 27 жовтня — Кабін Геннадій Анатолійович, 70, музикант та концертмейстер Академічного симфонічного оркестру Черкаської обласної філармонії, заслужений артист України[48].
- 13 листопада — Дмитренко Василь Іванович, 68, Заслужений архітектор України, протягом багатьох років головний архітектор Черкас, Черкаської області, очільник Черкаської обласної організації Національної спілки архітекторів України[49].

### Загиблі під час російсько-української війни
- 29 січня — Набережний Назар Назарович, 22, уродженець м. Черкаси, пластун, капітан ЗСУ. Загинув у м. Авдіївка. Герой України (посмертно, 23.08.2024).
- 15 лютого — Дубницький Андрій Іванович, 25, уродженець с. Степанці, молодший сержант ЗСУ. Загинув у м. Авдіївка. Герой України (посмертно, 5.05.2025).[50]
- 10 березня — Мірошниченко Костянтин Валентинович, 31, уродженець м. Черкаси, громадський активіст та молодший сержант ЗСУ. Загинув у Донецькій області[51]. Кавалер ордена «За мужість» ІІІ ст. (посмертно).
- 26 квітня — Станкус Артур Альбертасович, 29, мешканець с. Дубіївка, солдат ЗСУ. Загинув на Луганщині.[52] Герой України (посмертно, 30.09.2024).
- 12 травня — Жук Костянтин Олександрович, 68, уродженець м. Сміла, полковник ЗСУ, пластун. Загинув у м. Вовчанськ[53].
- 24 липня — Цебрій Олександр Володимирович, 50, підприємець та громадський діяч, міський голова Умані у 2015—2020 роках, молодший сержант ЗСУ. Загинув у бою в Донецькій області.[54] Герой України (посмертно, 5.12.2024).
- 27 серпня — Сергійчук Сергій Іванович, 53, голова Черкаської ОДА у 2020 році, співробітник СБУ. Загинув внаслідок нічного ракетного удару по готелю «Аврора» у Кривому Розі.[55]
- 9 вересня — Бойченко Василь Юрійович, 23, уродженець с. Княжа Криниця Монастирищенського району, капітан ЗСУ. Загинув у Курській обоасті. Повний лицар ордена Богдана Хмельницького.[56]
- 10 вересня — Стрілець Ярослав Олександрович, 21, уродженець с. Вергуни Черкаського району, спортсмен та військовослужбовець ЗСУ. Загинув у Курській області.[57] Кавалер ордена «За мужість» ІІІ ст. (посмертно).